# Ischiopsopha gestroi
Ischiopsopha gestroi är en skalbaggsart som beskrevs av Neervoort Van de poll 1886. Ischiopsopha gestroi ingår i släktet Ischiopsopha och familjen Cetoniidae. Inga underarter finns listade i Catalogue of Life.